# 161e méridien est
En géographie, le 161e méridien est est le méridien joignant les points de la surface de la Terre dont la longitude est égale à 161° est.

## Géographie

### Dimensions
Comme tous les autres méridiens, la longueur du 161e méridien correspond à une demi-circonférence terrestre, soit 20 003,932 km. Au niveau de l'équateur, il est distant du méridien de Greenwich de 17 922 km,.
Avec le 19e méridien ouest, il forme un grand cercle passant par les pôles géographiques terrestres.

### Régions traversées
En commençant par le pôle Nord et descendant vers le sud au pôle Sud, Le 161e méridien est passe par:
| Coordonnées           | Pays, territoire ou mer  | Notes |
| --------------------- | ------------------------ | --- |
| 90° 00′ N, 161° 00′ E | Océan Arctique           | |
| 76° 06′ N, 161° 00′ E | Mer de Sibérie orientale | Passe entre les Îles Medveji, République de Sakha, Russie (à 70° 50′ N, 161° 00′ E)                                      |
| 69° 35′ N, 161° 00′ E | Russie                   | République de Sakha Tchoukotka — à partir de 68° 16′ N, 161° 00′ E Oblast de Magadan — à partir de 65° 10′ N, 161° 00′ E |
| 60° 54′ N, 161° 00′ E | Mer d'Okhotsk            | Golfe de Penjina |
| 59° 42′ N, 161° 00′ E | Russie                   | Kraï du Kamtchatka — Péninsule du Kamchatka                                                                              |
| 54° 35′ N, 161° 00′ E | Océan Pacifique          | Passe juste à l'est de l'atoll de Ujelang, Îles Marshall (à 9° 46′ N, 160° 59′ E)                                        |
| 8° 38′ S, 161° 00′ E  | Les îles Îles Salomon    | Île de Malaita |
| 9° 16′ S, 161° 00′ E  | Mer des Salomon          | Passe juste à l'est de l'île de Guadalcanal, Îles Salomon (à 9° 51′ S, 160° 50′ E)                                       |
| 11° 37′ S, 161° 00′ E | Mer de Corail            | |
| 28° 18′ S, 161° 00′ E | Océan Pacifique          | |
| 60° 00′ S, 161° 00′ E | Océan Austral            | |
| 70° 19′ S, 161° 00′ E | Antarctique              | Dépendance de Ross, Liste des territoires revendiqués par la Nouvelle-Zélande                                            |